# Pele de Lappe
Phyllis deLappe, connue comme Pele de Lappe ou Pele deLappe (1916-2007) est une graveuse, peintre et dessinatrice américaine, connue pour des sujets s'inscrivant dans le réalisme social (en).
Également journaliste, rédactrice en chef de journal, illustratrice et caricaturiste politique à San Francisco, Pele de Lappe réside longtemps à Berkeley, puis à Petaluma, en Californie.

## Biographie

### Jeunesse et formation
Fille de Wes et Dorothy Sheldon deLappe, Phyllis deLappe naît le 4 mai 1916 à San Francisco, en Californie et fait partie de la quatrième génération de sa famille née dans cette ville,,,,.
À l'âge de 14 ans, elle devient étudiante d'art à la California School of Fine Arts sous la direction d'Arnold Blanch (en),. Deux ans plus tard, elle poursuit ses études à l'Art Students League de New York, travaillant avec les artistes Edward Lansing (en), Kenneth Hayes Miller, John Sloan et Charles Locke (d),,. À New York, elle se lie d'amitié avec les artistes Frida Kahlo et Diego Rivera dans les années 1930, pendant la réalisation de la fresque de Rivera au Rockefeller Center, Man at the Crossroads, de Lappe ayant participé à sa modelisation et assisté le peintre mexicain pour sa réalisation,.

### Carrière
Vers 1934, Pele de Lappe retourne à San Francisco, rejoint le parti communiste et devient active dans le mouvement ouvrier.
Dans les années 1940, elle enseigne le dessin à la California Labor School (en) et travaille comme rédactrice et caricaturiste politique pour The People's World, un journal du mouvement ouvrier, ou encore Daily Worker, The New Masses, L'Unita Operaia, West Oakland Beacon et le San Francisco Chronicle.
En 1952, Pele de Lappe cofonde aux côtés de plusieurs artistes issus de la California Labor School (en) le Graphic Arts Workshop, un atelier coopératif de gravure à San Francisco,,.
En 1999, elle publie son autobiographie, Pele: A Passionate Journey through Art and the Red Press (Pele : un voyage passionné à travers l'art et la presse rouge),.
Pele de Lappe meurt à Petaluma le 1er octobre 2007.

### Vie privée
En 1934, elle épouse l'avocat Bertram Edises avec qui elle a deux enfants. Le couple divorce en 1949. Elle est ensuite mariée de 1953 à 1969 à Steve Murdock, écrivain pour People's World, le journal du mouvement ouvrier.
Elle déménage à Petaluma dans les années 1990 pour se rapprocher de son ami et partenaire de longue date, l'artiste Byron Randall ; cette romance dure jusqu'à sa mort en 1999,.

## Conservation
Les œuvres de Pele de Lappe font partie de nombreuses collections publiques américaines, notamment :
- New York
  - Metropolitan Museum of Art[13]
  - Bibliothèque du Congrès[14],[7]
- Philadelphie
  - Philadelphia Museum of Art[15]
- San Francisco
  - Musée des Beaux-Arts de San Francisco[16]
- Washington
  - National Gallery of Art[17]
  - National Portrait Gallery[18],[19]